# Gat marsupial oriental
El gat marsupial oriental (Dasyurus viverrinus) és un marsupial dasiüromorf carnívor de mida mitjana originari d'Austràlia. Actualment se'l considera extint al continent, però contina sent estès i comú a Tasmània. És una de les sis espècies vivents de gat marsupial.
En general, té la mida aproximada d'un gat domèstic petit; els mascles adults mesuren uns 60 cm i pesen uns 1,3 kg. El seu pelatge espès està cobert de taques blanques i el seu color va des d'un castany clar fins a gairebé negre, amb un ventre blanquinós. Se'l pot distingir del gat marsupial cuatacat per la seva constitució esvelta, musell puntat i manca de taques a la cua.